# Shut Down Volume 2
| 전문가 평가                   | 전문가 평가 |
| 평가 점수                     | 평가 점수   |
| 출처                          | 점수        |
| ----------------------------- | ----------- |
| AllMusic                      | [ 1 ]       |
| Blender                       | [ 2 ]       |
| Encyclopedia of Popular Music | [ 3 ]       |
| The Rolling Stone Album Guide | [ 4 ]       |

《Shut Down Volume 2》는 1964년 3월 2일, 캐피틀 레코드에서 발매된 미국의 록 밴드 비치 보이스의 다섯 번째 스튜디오 음반이다. 브라이언 윌슨이 프로듀싱한 이 음반은 이 밴드가 1964년에 발매할 세 장의 스튜디오 음반 중 첫 번째 음반이었다. 이 음반에는 리듬 기타리스트 데이비드 마크스가 참여하지 않은 첫 번째 음반으로, 그는 매니저 머레이 윌슨과의 의견 차이에 따라 밴드를 떠났다.

## 배경
이 음반의 이름은 1963년 7월, 캐피틀이 발표한 《Shut Down》 핫 로드 컴필레이션에 바탕을 두고 있다. 비치 보이스의 노래인 〈Shut Down〉과 〈409〉를 포함한 멀티 아티스트 편곡은 빌보드 음반 차트에서 44주 동안 7위를 기록하며 정점을 찍었다. "비틀마니아"가 미국 해안에 도달하고 있을 때 녹음된 《Shut Down Volume 2》는 전임자인 《Little Duce Coupe》와 《Shut Down》이 성공적으로 공연한 후 "핫 로드" 컬렉션으로 판매되었다. 그럼에도 불구하고, 음반에 실린 곡의 절반도 자동차에 관한 언급이 없었다.

## 발매
《Shut Down Volume 2》는 미국 빌보드 200 차트 (11위 레코드 월드, 12위 캐시 박스)에서 13위로 정점을 찍었다. 《Shut Down Volume 2》는 발매 후 6주가 지나도록 빌보드 200 차트에 진입하지 못하고 이전 음반보다 차트 (9개월)에 머무는 시간이 짧았다. 1964년 초의 비교적 부진한 상업 공연에도 불구하고, 중반 무렵에는 비치 보이스의 활동도 활기를 되찾았다. 《Shut Down Volume 2》는 캐시 박스가 1964년 네 번째로 많이 팔린 록 음반으로 이름을 올렸으며, 1966년 미국 음반 산업 협회로부터 골드 인증을 받았다.

## 곡 목록
| #  | 제목                                  | 작사·작곡                  | 리드 보컬     | 재생 시간 |
| -- | ------------------------------------- | -------------------------- | ------------- | --------- |
| 1. | 〈Fun, Fun, Fun〉                     | 브라이언 윌슨, 마이크 러브 | 마이크 러브   | 2:03      |
| 2. | 〈Don't Worry Baby〉                  | B. 윌슨, 로저 크리스찬     | 브라이언 윌슨 | 2:47      |
| 3. | 〈In the Parkin' Lot〉                | B. 윌슨, 크리스찬          | 러브          | 2:01      |
| 4. | 〈"Cassius" Love vs. "Sonny" Wilson〉 | 러브, B. 윌슨              | 그룹          | 3:30      |
| 5. | 〈The Warmth of the Sun〉             | B. 윌슨, 러브              | B. 윌슨       | 2:51      |
| 6. | 〈This Car of Mine〉                  | B. 윌슨, 러브              | 데니스 윌슨   | 1:35      |

| #  | 제목                          | 작사·작곡                | 리드 보컬     | 재생 시간 |
| -- | ----------------------------- | ------------------------ | ------------- | --------- |
| 1. | 〈Why Do Fools Fall in Love〉 | 프랭키 리몬, 조지 골드너 | B. 윌슨       | 2:07      |
| 2. | 〈Pom, Pom Play Girl〉        | B. 윌슨, 게리 어셔       | 칼 윌슨, 러브 | 1:30      |
| 3. | 〈Keep an Eye on Summer〉     | B. 윌슨, 밥 노버그       | B. 윌슨, 러브 | 2:21      |
| 4. | 〈Shut Down, Part II〉        | 칼 윌슨                  | 기악          | 2:07      |
| 5. | 〈Louie Louie〉               | 리처드 베리              | C. 윌슨, 러브 | 2:17      |
| 6. | 〈Denny's Drums〉             | 데니스 윌슨              | 기악          | 1:56      |